# Cropia connecta
Cropia connecta là một loài bướm đêm trong họ Noctuidae.